# Тварини Кіровоградської області, занесені до Червоної книги України
Список тварин Кіровоградської області, занесених до Червоної книги України.

## Статистика
До списку входить 83 видів тварин, з них:
- Кишковопорожнинних — 0;
- Круглих червів — 0;
- Кільчастих червів 0;
- Членистоногих — 39;
- Молюсків — 0;
- Хордових — 44.

Серед них за природоохоронним статусом: 
- Вразливих — 40;
- Рідкісних — 22;
- Недостатньо відомих  — 3;
- Неоцінених — 4;
- Зникаючих — 14;
- Зниклих у природі — 0;
- Зниклих — 0.

## Список видів
| № п/п | Українська назва виду                               | Латинська назва виду      | Природоохоронний статус | Тип          |
| ----- | --------------------------------------------------- | ------------------------- | ----------------------- | ------------ |
| 1     | Багатозв'яз гірський український                    | Polydesmus montanus       | Рідкісний               | Членистоногі |
| 2     | Балабан                                             | Falco cherrug             | Вразливий               | Хордові      |
| 3     | Бистрянка російська                                 | Alburnoides rossicus      | Зникаючий               | Хордові      |
| 4     | Бражник дубовий                                     | Marumba quercus           | Рідкісний               | Членистоногі |
| 5     | Бражник мертва голова                               | Acherontia atropos        | Рідкісний               | Членистоногі |
| 6     | Бражник прозерпіна                                  | Proserpinus proserpina    | Рідкісний               | Членистоногі |
| 7     | Бражник скабіозовий                                 | Hemaris tityus            | Рідкісний               | Членистоногі |
| 8     | Вечірниця велетенська                               | Nyctalus lasiopterus      | Зникаючий               | Хордові      |
| 9     | Вечірниця мала                                      | Nyctalus leisleri         | Рідкісний               | Хордові      |
| 10    | Вечірниця руда                                      | Nyctalus noctula          | Вразливий               | Хордові      |
| 11    | Видра річкова                                       | Lutra lutra               | Неоцінений              | Хордові      |
| 12    | Вусач великий дубовий                               | Cerambyx cerdo            | Вразливий               | Членистоногі |
| 13    | Вусач земляний хрестоносець (коренеїд хрестоносець) | Dorcadion equestre        | Вразливий               | Членистоногі |
| 14    | Вусач мускусний                                     | Aromia moschata           | Вразливий               | Членистоногі |
| 15    | Вусач-червонокрил Келлера                           | Purpuricenus kaehleri     | Вразливий               | Членистоногі |
| 16    | Вухань звичайний                                    | Plecotus auritus          | Вразливий               | Хордові      |
| 17    | Гадюка Нікольського, гадюка лісостепова             | Vipera nikolskii          | Рідкісний               | Хордові      |
| 18    | Гадюка степова                                      | Vipera renardi            | Вразливий               | Хордові      |
| 19    | Голуб-синяк                                         | Columba oenas             | Вразливий               | Хордові      |
| 20    | Горностай                                           | Mustela erminea           | Неоцінений              | Хордові      |
| 21    | Джміль вірменський                                  | Bombus armeniacus         | Зникаючий               | Членистоногі |
| 22    | Джміль глинистий                                    | Bombus argillaceus        | Вразливий               | Членистоногі |
| 23    | Джміль лезус                                        | Bombus laesus             | Вразливий               | Членистоногі |
| 24    | Джміль моховий                                      | Bombus muscorum           | Рідкісний               | Членистоногі |
| 25    | Джміль пахучий                                      | Bombus fragrans           | Зникаючий               | Членистоногі |
| 26    | Дозорець-імператор                                  | Anax imperator            | Вразливий               | Членистоногі |
| 27    | Ендроміс березовий                                  | Endromis versicolora      | Вразливий               | Членистоногі |
| 28    | Жук-олень, рогач звичайний                          | Lucanus cervus            | Рідкісний               | Членистоногі |
| 29    | Жук-самітник                                        | Osmoderma barnabita       | Вразливий               | Членистоногі |
| 30    | Кажан пізній                                        | Eptesicus serotinus       | Вразливий               | Хордові      |
| 31    | Кіт лісовий                                         | Felis sylvestris          | Вразливий               | Хордові      |
| 32    | Клімена                                             | Esperarge climene         | Вразливий               | Членистоногі |
| 33    | Косар                                               | Platalea leucorodia       | Вразливий               | Хордові      |
| 34    | Кошеніль польська                                   | Porphyropha polonica      | Недостатньо відомий     | Членистоногі |
| 35    | Красотіл пахучий                                    | Calosoma sycophanta       | Вразливий               | Членистоногі |
| 36    | Ксилокопа звичайна (бджола-тесляр звичайна)         | Xylocopa valga            | Рідкісний               | Членистоногі |
| 37    | Ксилокопа фіолетова (бджола-тесляр фіолетова)       | Xylocopa violacea         | Рідкісний               | Членистоногі |
| 38    | Ктир шершенеподібний                                | Asilus crabroniformis     | Рідкісний               | Членистоногі |
| 39    | Кулик-сорока                                        | Haematopus ostralegus     | Вразливий               | Хордові      |
| 40    | Лилик двоколірний                                   | Vespertilio murinus       | Вразливий               | Хордові      |
| 41    | Лунь польовий                                       | Circus cyaneus            | Рідкісний               | Хордові      |
| 42    | Махаон                                              | Papilio machaon           | Вразливий               | Членистоногі |
| 43    | Мелітурга булавовуса                                | Melitturga clavicornis    | Вразливий               | Членистоногі |
| 44    | Мишівка степова                                     | Sicista subtilis          | Зникаючий               | Хордові      |
| 45    | Мідянка звичайна                                    | Coronella austriaca       | Вразливий               | Хордові      |
| 46    | Мінога українська                                   | Eudontomyzon mariae       | Зникаючий               | Хордові      |
| 47    | Мнемозина                                           | Parnassius mnemosyne      | Вразливий               | Членистоногі |
| 48    | Могильник                                           | Aquila heliaca            | Рідкісний               | Хордові      |
| 49    | Нетопир звичайний                                   | Pipistrellus pipistrellus | Вразливий               | Хордові      |
| 50    | Нетопир Натузіуса                                   | Pipistrellus nathusii     | Неоцінений              | Хордові      |
| 51    | Нічниця водяна                                      | Myotis daubentonii        | Вразливий               | Хордові      |
| 52    | Норка європейська                                   | Mustela lutreola          | Зникаючий               | Хордові      |
| 53    | Огар                                                | Tadorna ferruginea        | Вразливий               | Хордові      |
| 54    | Орел-карлик                                         | Hieraaetus pennatus       | Рідкісний               | Хордові      |
| 55    | Осетер російський                                   | Acipenser gueldenstaedtii | Вразливий               | Хордові      |
| 56    | Підорлик малий                                      | Aquila pomarina           | Рідкісний               | Хордові      |
| 57    | Подалірій                                           | Iphiclides podalirius     | Вразливий               | Членистоногі |
| 58    | Поліксена                                           | Zerynthia polyxena        | Вразливий               | Членистоногі |
| 59    | Полоз жовточеревий, полоз каспійський               | Hierophis caspius         | Вразливий               | Хордові      |
| 60    | Полоз лісовий, полоз ескулапів                      | Zamenis longissimus       | Зникаючий               | Хордові      |
| 61    | Райдужниця велика                                   | Apatura iris              | Вразливий               | Членистоногі |
| 62    | Сапсан                                              | Falco peregrinus          | Рідкісний               | Хордові      |
| 63    | Сатир залізний                                      | Hipparchia statilinus     | Рідкісний               | Членистоногі |
| 64    | Сатурнія велика                                     | Saturnia pyri             | Вразливий               | Членистоногі |
| 65    | Сатурнія мала                                       | Eudia pavonia             | Рідкісний               | Членистоногі |
| 66    | Сатурнія руда                                       | Aglia tau                 | Вразливий               | Членистоногі |
| 67    | Сиворакша                                           | Coracias garrulus         | Зникаючий               | Хордові      |
| 68    | Сипуха                                              | Tyto alba                 | Зникаючий               | Хордові      |
| 69    | Скопа                                               | Pandion haliaetus         | Зникаючий               | Хордові      |
| 70    | Сліпак подільський                                  | Spalax zemni              | Недостатньо відомий     | Хордові      |
| 71    | Совка сокиркова                                     | Periphanes delphinii      | Вразливий               | Членистоногі |
| 72    | Стафілін волохатий                                  | Emus hirtus               | Рідкісний               | Членистоногі |
| 73    | Стрічкарка блакитна                                 | Catocala fraxini          | Вразливий               | Членистоногі |
| 74    | Стрічкарка орденська малинова                       | Catocala sponsa           | Рідкісний               | Членистоногі |
| 75    | Судак волзький, Берш                                | Sander volgensis          | Зникаючий               | Хордові      |
| 76    | Турун Ештрайхера                                    | Carabus estreicheri       | Вразливий               | Членистоногі |
| 77    | Тушканчик великий                                   | Allactaga jaculus         | Рідкісний               | Хордові      |
| 78    | Тхір лісовий                                        | Mustela putorius          | Неоцінений              | Хордові      |
| 79    | Тхір степовий                                       | Mustela eversmanni        | Зникаючий               | Хордові      |
| 80    | Хом'ячок сірий                                      | Cricetulus migratorius    | Недостатньо відомий     | Хордові      |
| 81    | Широковух європейський                              | Barbastella barbastellus  | Зникаючий               | Хордові      |
| 82    | Шуліка чорний                                       | Milvus migrans            | Вразливий               | Хордові      |
| 83    | Ялець звичайний                                     | Leuciscus leuciscus       | Вразливий               | Хордові      |